# Edmund Mach
Edmund Mach (Bergamo, 16 giugno 1846 – Vienna, 24 maggio 1901) è stato un chimico, enologo e agronomo austriaco.

## Biografia
Figlio d'un medico militare dell'Impero Austro-Ungarico, completò il liceo a Praga e Leitmeritz per poi proseguire gli studi al Politecnico di Praga e Vienna. Dopo diversi anni come assistente di ricerca presso John Oser (1833-1912), continuò la formazione presso l'Accademia Forestale di Mariabrunn e l'Accademia Agraria di Hohenheim sui processi chimici nei suoli agricoli e forestali. Nel 1870 Mach divenne assistente presso la scuola e centro di ricerca per i vigneti e frutteti di Klosterneuburg (Austria).
Nel 1873 fu inviato dalla Dieta di Innsbruck a San Michele all'Adige (in provincia di Trento) per fondare una scuola di agricoltura con relativa stazione sperimentale di agraria, diventando così il primo direttore di quel che in seguito diventò l'Istituto agrario di San Michele all'Adige, oggi parte della Fondazione Edmund Mach (FEM), istituto che diresse fino alla sua nomina a consigliere e consulente tecnico agrario al Ministero dell'Agricoltura di Vienna nel 1899.
Con una vasta conoscenza nel campo della scienza del suolo, dei fertilizzanti, della nutrizione delle piante e della ricerca agraria, ottenne importanti risultati nella ricerca scientifica per le pratiche agricole utilizzate nel miglioramento della qualità del vino e frutticoltura in Sudtirolo, trasmesse poi a tutta l'Austria.

## Opere
- Handbuch des Weinbaues und der Kellerwirtschaft, 1881, assieme a August Wilhelm von Babo.
- Tiroler landwirtschaftlicher Kalender, dal 1883.
- Der Weinbau und die Weine Deutschtirols. Darstellung der Weinbau- und Weinhandelsverhältnisse Deutschtirols mit einem Verzeichnisse sämmtlicher Weinbau treibenden Gemeinden, Bolzano, Verband der landwirtschaftlichen Bezirksgenossenschaften Deutsch-Südtyrols in Bozen, 1894 (digitalizzazione della Biblioteca Prov. Dr. Friedrich Teßmann).